# Nicolae Drăganu
Nicolae Drăganu (ur. 18 lutego 1884 w Zagrze, zm. 17 grudnia 1939 w Klużu-Napoce) – rumuński filolog. Wymieniany jest wśród czołowych przedstawicieli klużańskiej szkoły językowej.

## Życiorys
Uczył się w szkole wiejskiej, a potem w Liceul Grăniceresc w Năsăud. W latach 1902–1906 studiował języki klasyczne oraz język i literaturę rumuńską na Uniwersytecie w Budapeszcie, gdzie również się doktoryzował. W pierwszych latach po ukończeniu studiów pracował jako nauczyciel w swoim dawnym liceum w Năsăud, a następnie wykładał na Uniwersytecie w Klużu język i literaturę rumuńską. W 1923 został wybrany członkiem korespondentem Akademii Rumuńskiej, a w 1939 jej członkiem rzeczywistym.